# Балла Павло Карлович
Павло Карлович Ба́лла (нар. 18 квітня 1930, Павловце — пом. 2008, Ужгород) — український живописець і графік угорського походження; член Спілки художників України з 1968 року. Брат письменника Ласло Балли.

## Життєпис
Народився 18 квітня 1930 року в селі Павловцевому (тепер Словаччина). У 1946—1950 роках навчався в Ужгородському училищі прикладного мистецтва; у 1950—1956 роках — у Львівському інституту прикладного та декоративного мистецтва (навчався у Йосипа Бокшая, Адальберта Ерделі, Івана Гуторова, Романа Сельського, Юрія Щербатенко).
У 1957–1965 роках працював педагогом та директором Ужгородського училища прикладного мистецтва; у 1965–1976 роках — художником Закарпатських художньо-виробничих майстерень Художнього фонду УРСР; викладав в Ужгородському художньому коледжі. Член КПРС з 1968 року.
З 1947 року брав участь в обласних, з 1961 року — республіканських виставках. 1972 року пройшла виставка у ЧССР, у 1974 році в Угорські Народній Республіці, у 1976 році в Соціалістичній Республіці Румунії. Персональна виставка пройшла у 1982 році в Ужгороді.
Жив в Ужгороді в будинку на Ленінградській набережній, 21, квартира 7. Помер в Ужгороді у 2008 році.

## Творчість
Працював в галузі монументального мистецтва та станкової графіки.
- Оформив ресторани:
  - «Верховина» в Ужгороді (1965);
  - «Карпати» в Чопі (1966);
  - «Верховина» в Києві (1965).
- Розписав:
  - фоє Будинку культури Рахові;
  - зал «Возз'єднання» Закарпатського краєзнавчого музею в Ужгороді (1967).

Працював в різних жанрах живопису: пейзажі, портрети, тематичні композиції виконані у реалістичних традиціях. Серед картин:
- «Портрет Петефі Шандора» (1973);
- «Зустріч у Горянах» (1974);
- «Читають Маніфест» (1975);
- «Зацвіли магнолії» (1976);
- «Стояла я і слухала весну…» (1980);
- «Опришок» (1987).

Серія графіки «Т. Г. Шевченко та Закарпаття» (туш, акварель, 1961).
Твори зберігаються у Художньму фонді Національної спілки художників України, Закарпських художному і краєзнавчому музеях.